# Piotr Więcek
Pour les articles homonymes, voir Więcek.
 (janvier 2019).

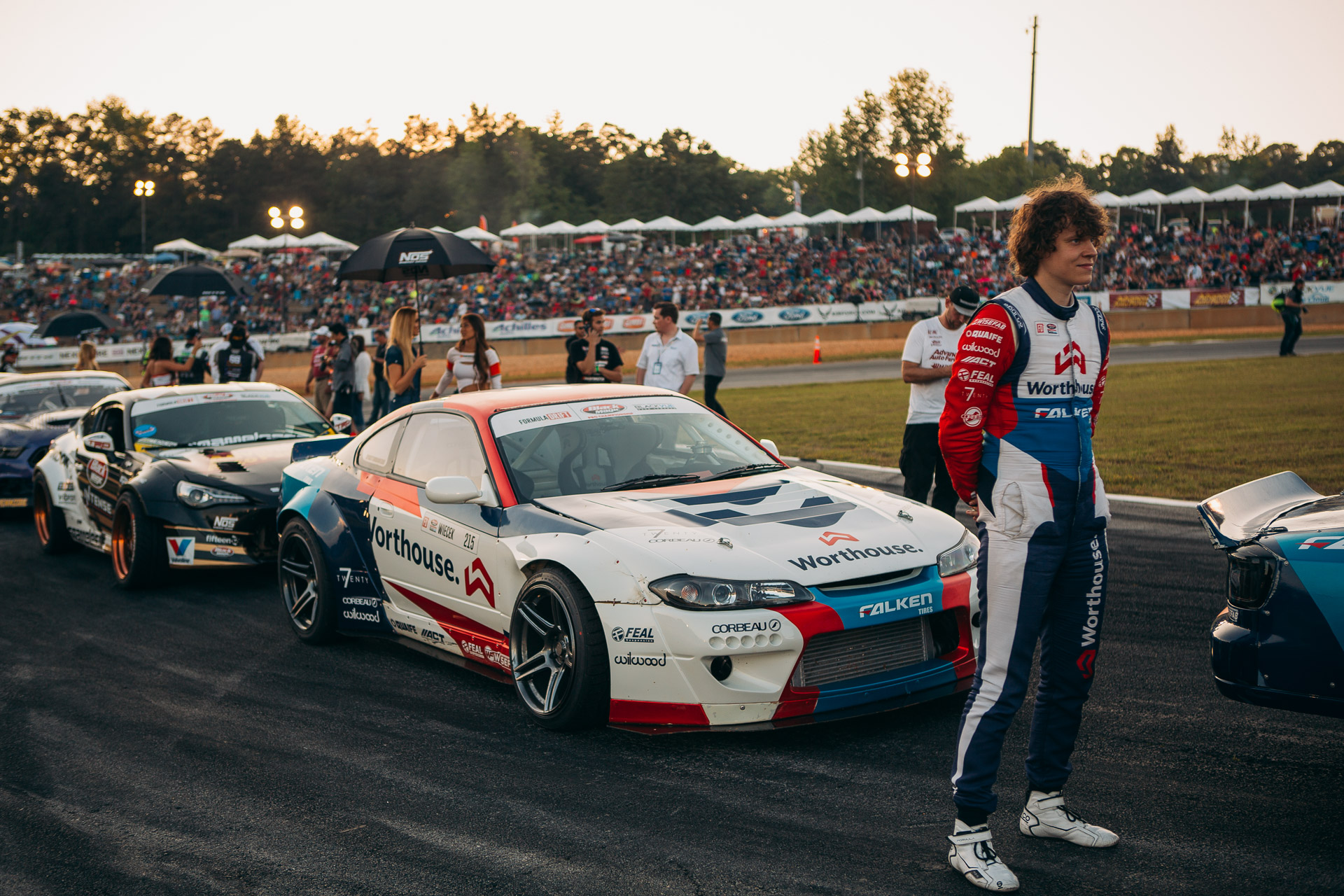
Piotr Więcek lors de la compétition de Formula Drift à Atlanta en 2017

Piotr Więcek, né le 27 juillet 1990 à Płock en Pologne, est un pilote automobile polonais. Il est membre de l'écurie Worthouse Drift Team participant aux compétitions de Drift aux États-Unis.

## Carrière
Il commence la compétition de type Drift en 2010 et signe un contrat en 2011 avec l'écurie Budmat Auto RB Team qui deviendra plus tard la Budmat Auto Drift Team. Il pilote des véhicules de marque Nissan, principalement les modèles 200SX et Skyline R34. Il participe aux championnats européens 2014, 2015 et 2016 dénommés Drift Masters Grand Prix (pl).
Il devient membre de l'écurie Worthouse Drift Team en 2017. Avec son équipier James Dean, ils commencent la course en catégorie Formula Drift (en) (FD), laquelle est considérée comme la meilleure mondiale au niveau du drift. Les courses ont lieu aux États-Unis.
Piotr Więcek termine la saison 2017 de Formula D en se voyant décerner le titre de Rookie de l'année. Il devient un des trois pilotes de l'histoire de cette catégorie à gagner une épreuve lors de sa première année de compétition.

## Palmarès
- Saison 2011 :
  - 5e place au championnat de Pologne de Drift disputé sur le circuit de Poznań (Nissan 200SX S14)

- Saison 2012 :
  - 4e place au championnat de Pologne de Drift disputé sur le circuit Orlen Arena à Płock (Nissan 200SX S14)
  - 6e place au championnat de Pologne de Drift disputé sur le circuit Copper Mountain Track à Kielce (Nissan 200SX S14)

- Saison 2013
  - 2e place au championnat de Pologne de Drift disputé sur le circuit de Poznań (Nissan 200SX S14)

- Saison 2014 :
  - 1re place au Drift Allstars disputé sur le London Stratford Olympic Ground de Londres (Nissan 200SX S14)
  - 4e place au championnat de Pologne de Drift disputé sur le circuit Copper Mountain Track à Kielce (Nissan 200SX S14)
  - 1re place au championnat de Pologne de Drift disputé sur le circuit de Poznań (Nissan 200SZ S14)
  - 1re place au classement général de la Drift Masters Grand Prix (Nissan 200SX)

- Saison 2015 :
  - 1re place au classement général de la Drift Masters Grand Prix (Nissan 200SX)

- Saison 2016 :
  - 2e place au Drift Allstars disputé au Germany Eurospeedway-Lausitz en Allemagne (Nissan Skyline)
  - 1re place du classement général de la Drift Masters Grand Prix (Nissan 200SX)

- Saison 2017 :
  - 3e place lors de la 3e étape du Drift Masters Grand Prix (Nissan Skyline)
  - 1re place lors de la 8e étape de la Formula Drift disputée à Irwindale en Californie aux États-Unis (Nissan S15)

- Saison 2018 :
  - 3e place lors de la 1re étape de la Formula Drift disputée à Long Beach en Californie aux États-Unis (Nissan S15)[4],[5],[6],[7],[8],[9],[10].
  - 1re place lors du 1er tour du Motegi Super Drift Challenge 2018 disputé à Long Beach en Californie aux États-Unis (Nissan S15)[11],[12].
  - 5e place lors de la 2e étape de la Formula Drift disputée à Orlando en Floride, USA (Nissan S15)
  - 4e place lors de la 3e étape de la Formula Drift disputée à Atlanta en Géorgie, USA (Nissan S15)
  - 3e place lors de la 5e étape de la Formula Drift disputée à Monroe-Washington, USA (Nissan S15)
  - 4e place lors de la 6e étape de la Formula Drift disputée à St. Louis dans l'Illinois, USA (Nissan S15)
  - 4e place lors du Red Bull Drift Shifters disputé à Liverpool au Royaume-Uni (Nissan Skyline)